# Warboys
A Warboys az ötödik dal a Queen + Paul Rodgers formáció 2008-as The Cosmos Rocks albumáról.
Paul Rodgers énekes kifejezetten a 2007-es szóló turnéjára írta, el ő is adta a koncerteken akusztikus formában, egy ilyen előadás felkerült a Live at Glasgow DVD-re. Későbbi nyilatkozataiban utalt rá, hogy talán felkerült az albumra, ezt 2008 augusztusában erősítette meg. A lemezen, mint minden dalnál, ennél is a Queen + Paul Rodgers triót jelölték szerzőnek. Itt már gyorsabb, elektromos hangszerelést kapott. A közepénél a zenészek a háború zaját utánozzák, Roger Taylor konkrétan a puskaropogást dobbal, de hallható robbanás effekt is.
A dal egyfajta békehimnusz. Egy nyilatkozatban Rodgers azt mondta, hogy azért adna neki az A Prayer To Peace alcímet, hogy ezzel is megerősítse, hogy háborúellenes dalt írt. Az alcímet kiírták a Live at Glasgow kiadáson, de a The Cosmos Rockson már nem. Hasonlóan az albumhoz vegyes kritikákat kapott, a The Guardian kritikusa elítélte, hogy úgy hat, mintha Rodgers személyesen a harcoló katonákat ítélné el a háborúkért, amikről ők nem tehetnek, ellenben az Uncut magazin kritikusa az album egyik jó dalának tartotta.
Felkerült a 2008-ban induló második Rock the Cosmos turné lejátszási listájára.

## Közreműködők
- Paul Rodgers: ének
- Brian May: gitár
- Roger Taylor: dob